# I milioni della manicure
I milioni della manicure (Hands Across the Table) è un film statunitense del 1935 diretto da Mitchell Leisen.